# Joseph Brunner (Maler)

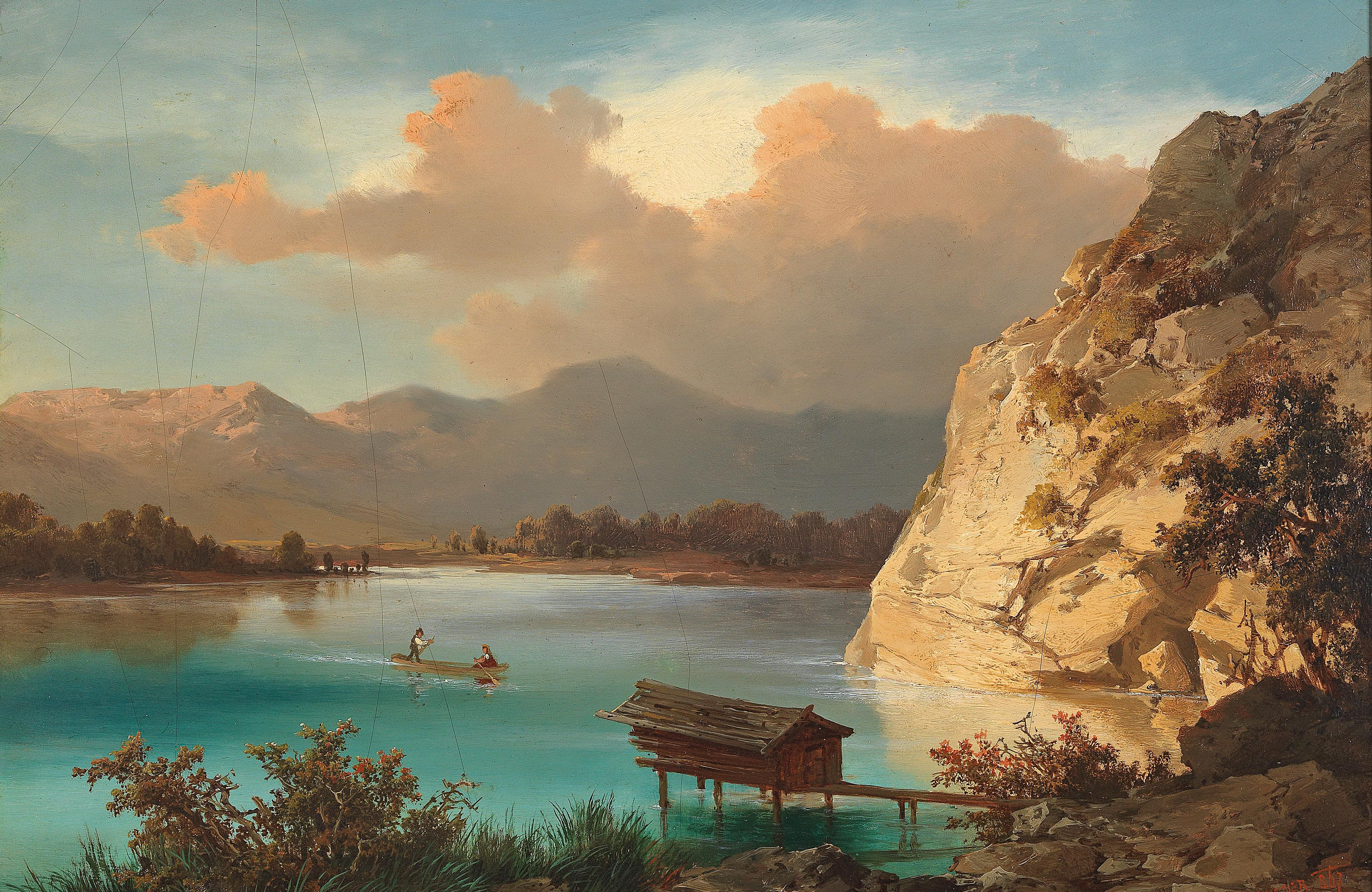
Seelandschaft

Joseph Brunner (auch Josef, * 14. März 1826 Wien; † 12. August 1893 Hinterbrühl) war ein österreichischer Maler und Graphiker. 

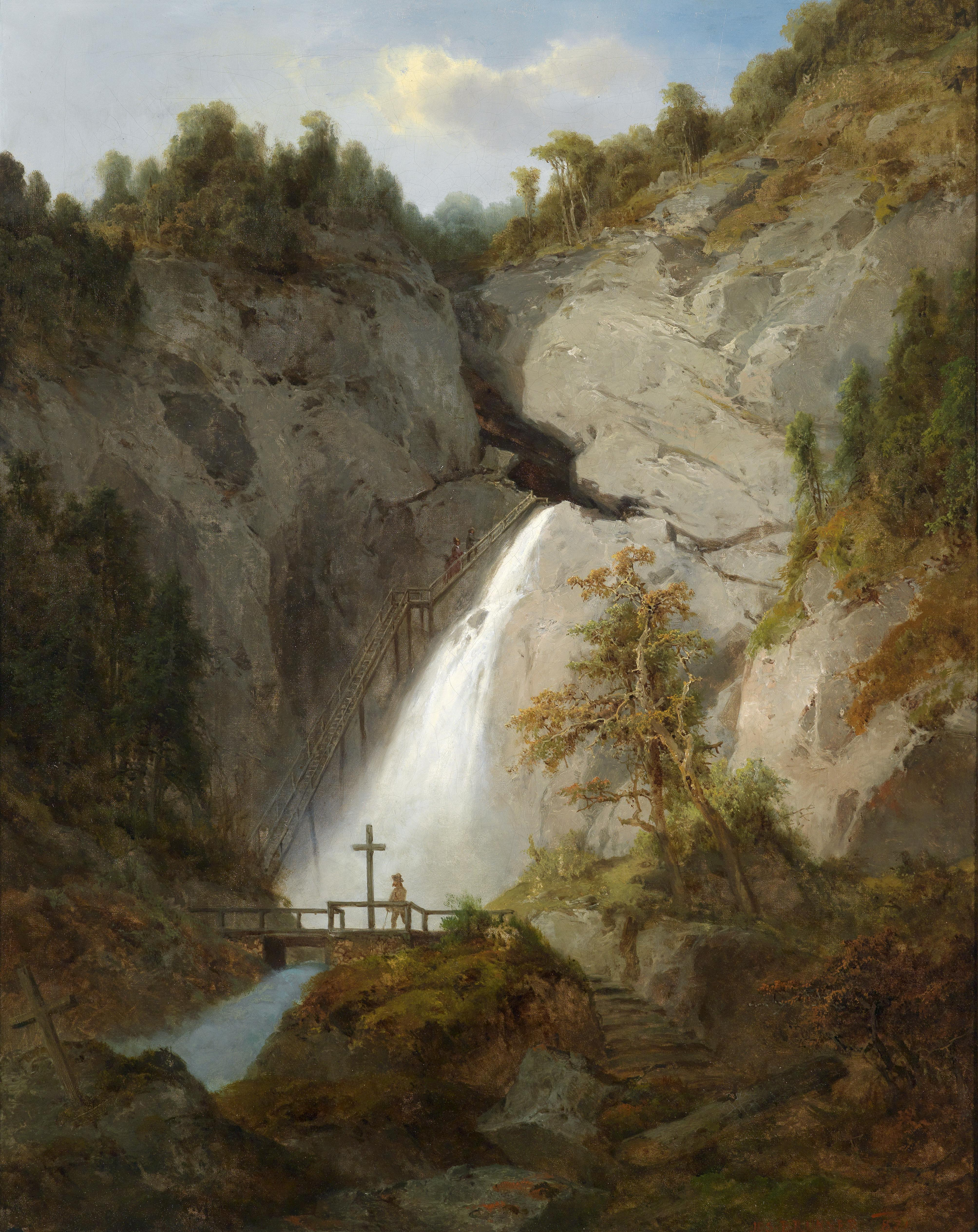
Josef Brunner Der Wasserfall beim Toten Weib zwischen Mürzsteg und Frein 1871

## Leben
Geboren als Sohn des Hofmalers Leopold Brunner studierte Brunner ab 1845 an der Akademie der bildenden Künste und spezialisierte sich auf dem Gebiet der Landschaftsmalerei, danach folgten Studienreisen. Ab 1861 war er Mitglied des Künstlerhauses. Sein Hauptförderer war in dieser Zeit Erzherzog Ferdinand Max, der spätere Kaiser Maximilian I. von Mexiko. Später erfuhr er seine Unterstützung durch den Industriellen und Mäzen Nikolaus Dumba. 

## Werke
Werke von Brunner befinden sich u. a. in der Akademie der bildenden Künste Wien (Rothföhren, 1868) und im Kunsthistorischen Museum Wien (Jagdhaus in Brunn, Wildalpen, 1881).
Gegen Ende seines Lebens erhielt Brunner den Auftrag für zwei der Wandgemälde im Naturhistorischen Museum Wien: Masulschlucht bei Meran und Gipsbruch bei Schottwien am Semmering. „Noch der Altwiener Tradition verpflichtet, schuf er Wandbilder, Wald-, See- und Flusslandschaften von einer romantischen Grundhaltung, teilweise mit effektvollen Licht-Farb-Kontrasten. Mittels enger, scheinbar zufälliger Landschaftsausschnitte erreichte er eine ganz unmittelbare unheroische Aussage, die durch die locker, konturlose, frühimpressionistische Malweise noch betont wird.“